# Заврстник
Заврстник (словен. Zavrstnik) — поселення в общині Шмартно-при-Літії, Осреднєсловенський регіон, Словенія. 
Висота над рівнем моря: 287,3 м.